# Trouble Is My Business (manga)
Trouble Is My Business (事件屋稼業, Jikenya Kagyō) est un seinen manga scénarisé par Natsuo Sekikawa (ja) et dessiné par Jirō Taniguchi, initialement prépublié dans le magazine 漫画ギャング entre décembre 1979 et avril 1980 puis publié en one shot par l'éditeur Futabasha. La série est ensuite transférée chez l'éditeur Nihon Bungeisha qui la prépublie dans le magazine Weekly Manga Goraku sous le titre Shin Jikenya Kagyō (新・事件屋稼業) jusqu'en décembre 1994 puis la publie en cinq volumes reliés. La série revient finalement chez Futabasha qui la compile en six tomes sortis entre juillet 1996 et décembre 1997. La version française est éditée par Kana dans la collection « Made in » en six tomes sortis entre février 2013 et mai 2014.

## Synopsis
Jotaro Fukamachi est détective privé. Il vit dans le cabinet d’une dentiste avec qui il a des relations orageuses. Divorcé, il tente d'oublier sa femme dont il reste nostalgique tout en gardant un œil sur sa fille. Dans la tradition des films noirs, on le suit dans des enquêtes diverses où ses relations avec la police ou les yakuza lui sont d'une grande aide. Fukamachi est un héros sombre, drôle, maladroit mais qui arrive presque toujours à ses fins.

## Liste des volumes
| no | Japonais        | Japonais      | Français        | Français          |
| no | Date de sortie  | ISBN          | Date de sortie  | ISBN              |
| -- | --------------- | ------------- | --------------- | ----------------- |
| 1  | 18 juillet 1996 | 4-575-93435-6 | 15 février 2013 | 978-2-5050-1699-1 |
| 2  | 18 juillet 1996 | 4-575-93436-4 | 24 mai 2013     | 978-2-5050-1786-8 |
| 3  | 27 janvier 1997 | 4-575-93488-7 | 23 août 2013    | 978-2-5050-1886-5 |
| 4  | 27 janvier 1997 | 4-575-93489-5 | 8 novembre 2013 | 978-2-5050-1887-2 |
| 5  | 5 décembre 1997 | 4-575-93538-7 | 21 février 2014 | 978-2-5050-1888-9 |
| 6  | 5 décembre 1997 | 4-575-93539-5 | 23 mai 2014     | 978-2-5050-1889-6 |

### Édition japonaise
Futabasha
1. 1 2  (ja) « Tome 1 ».
2. 1 2  (ja) « Tome 2 ».
3. 1 2  (ja) « Tome 3 ».
4. 1 2  (ja) « Tome 4 ».
5. 1 2  (ja) « Tome 5 ».
6. 1 2  (ja) « Tome 6 ».

### Édition française
Kana
1. 1 2  (fr) « Tome 1 »(Archive.org • Wikiwix • Archive.is • Google • Que faire ?).
2. 1 2  (fr) « Tome 2 »(Archive.org • Wikiwix • Archive.is • Google • Que faire ?).
3. 1 2  (fr) « Tome 3 »(Archive.org • Wikiwix • Archive.is • Google • Que faire ?).
4. 1 2  (fr) « Tome 4 »(Archive.org • Wikiwix • Archive.is • Google • Que faire ?).
5. 1 2  (fr) « Tome 5 »(Archive.org • Wikiwix • Archive.is • Google • Que faire ?).
6. 1 2  (fr) « Tome 6 »(Archive.org • Wikiwix • Archive.is • Google • Que faire ?).